# Don Adams (cestista)
Donald Lamar Adams, detto Don (Atlanta, 27 novembre 1947 – Detroit, 25 dicembre 2013), è stato un cestista statunitense, professionista nella NBA e nella ABA.

## Carriera
Venne selezionato dai San Diego Rockets all'ottavo giro del Draft NBA 1970 (120ª scelta assoluta).